# 유수 (양이왕)
양이왕 유수(梁夷王 劉遂, ? ~ 기원전 40년)는 중국 전한의 황족 · 제후왕으로, 양왕이다. 양경왕 유정국의 아들이다.

## 사적
아버지가 양경왕 40년(기원전 46년)에 죽자 그 뒤를 이어 양왕이 됐다.
양이왕 6년(기원전 40년)에 죽어 아들 유가가 왕위를 계승했다.

## 가계
- 양경왕 유정국
  - 양이왕 유수
    - 양강왕 유가
    - 기향절후 유현
    - 유원자(劉園子) = 임보(任寶)

기향절후는 영시 2년(기원전 15년) 5월 을해일에 봉해졌다.